# Вестфолл-и-Телемарк
Вестфолл-и-Телемарк (норв. Vestfold og Telemark) — упраздняемый округ (фюльке) на востоке Норвегии, состоящий из Телемарка и Вестфолла.
Округа были насильственно объединены в 2020 году. Стортинг постановил распустить округ и восстановить старые округа к 1 января 2024 года. Представители в соответствующие советы фюльке будут избраны на местных выборах 2023 года.

## История
Фюльке Телемарк был образован в 1919 году как продолжение бывшего амта Братсберг, который был административной единицей после объединения с Данией. Амт Братсберг и более позднее фюльке Телемарк состоял из нескольких частично перекрывающихся исторических районов. Само название Телемарк первоначально не включало прибрежные районы, и поэтому меньшинство в стортинге предпочло название Гренланд-Телемарк, когда был создан современный фюльке.
Фюльке Вестфолл был образован в 1919 году как продолжение бывших округов Ярлсберг и Ларвик. Последнее само по себе было создано в 1821 году, когда округа Ларвик и Ярлсберг были упразднены и объединены в общий амт.

### Процесс объединения
Возможное объединение регионов обсуждалось в течение нескольких лет с различными мнениями. Телемарк проголосовал в апреле 2017 года против слияния с Вестфоллом. Совет Вестфолла решил, что фюльке хочет объединиться как с Телемарком, так и с Бускерудом. Стортинг одобрил слияние регионов Телемарк и Вестфолл 8 июня 2017 года, которое вступило в силу 1 января 2020 года.
После этого были споры о том, где должны быть столицы муниципалитета округа и тогдашнего офиса губернатора округа[прояснить] (ныне офис государственного администратора). Совет округа Телемарк сделал чёткое заявление о том, что они хотят, чтобы главное место губернатора округа находилось в Шиене, а место совета округа — в Тёнсберге, но попутно правительство уже добавило штаб-квартиру офиса губернатора округа в Тёнсберг. Законодательное собрание Западной Вирджинии проголосовало за то, чтобы члены окружных советов были уполномочены расследовать новые штаб-квартиры с 2023 года. Тогдашний министр местного самоуправления Ян Торе Саннер заявил, что ни в одном из бывших округов не должно быть одновременно губернатора округа и совета округа, собравшихся в их бывшем округе.
Наконец, Саннер предупредил тогдашних мэров графств и советы графств[прояснить], что в процессе слияния может быть начато вмешательство государства, если советы графств не придут к соглашению или не примут решение о выборе столицы графства в течение короткого времени. Так как ни один из советов графств не желал вмешательства, то в конечном итоге советы графств приняли решение о том, что столицей графства должен стать Шиен.

### Упразднение
Правительство разрешило восстанавливать насильно объединённые округа, если они этого пожелают. Для этого надо было провести голосование, по итогам которого отправить заявление на разделение округа (если большинство будет за разделение).
Результатом проведения голосования о разделении округа и восстановлении старых округов в совете фюльке стало то, что большинство (42 представителя проголосовали за заявление о разделении округа, а 19 проголосовали за сохранение) проголосовало за разделение.
В итоге, после рассмотрения заявления, Стортинг постановил распустить округ и восстановить старые округа к 1 января 2024 года.

## География
Вестфолл-и-Телемарк является самой южной частью Восточной Норвегии. Округ граничит с такими фюльке, как: Викен, Вестланд, Ругаланн и Агдер.

## Транспорт
Графство пересекают две основные железнодорожные линии: Вестфоллбанен, управляемая компанией Vy со станцией Шиен в качестве конечного пункта назначения, и Сёрландсбанен, управляемая компанией Go-Ahead. В округе также есть небольшие железнодорожные линии, в том числе железная дорога Братсберг, которая соединяет линию Вестфолл с линией Сёрланд.
Через округ проходят две европейские дороги. E18 пересекает округ на юге, E134 на севере.
Здесь расположен второй по величине аэропорт Восточной Европы — аэропорт Саннефьорд.